# Suarez (banda)
«Suárez» es una banda belga de pop compuesta por el vocalista y guitarrista belga de origen italo-español Marc Pinilla, los hermanos malgaches Max y Pata nJava que desempeñan el cargo de guitarrista líder y batería respectivamente; y su primo y bajista Dada Ravalison. El grupo fue formado en Mons, en donde tienen su estudio de grabación. El nombre de la banda proviene de la ciudad de Antsiranana, anteriormente conocida como Diego Suárez en honor al explorador portugués, en la isla de Madagascar de donde proceden tres de los integrantes de la banda.

## Discografía

### Álbumes
- On attend (2008)
- L'indécideur (2010)

### Sencillos
- On attend (2008)
- Aie, aie, aie (2009)
- Juste pour voir (2008)
- Qu'est-ce que j'aime ça (2010)
- L'indécideur (2010)
- On s'en fout (2011)

- Datos: Q2581502